# San Fernando del Valle de Catamarca
San Fernando del Valle de Catamarca, és la capital de la província argentina de Catamarca i la ciutat capçalera del seu departament Capital. Es tracta d'un centre comercial i turístic. A més compta amb una activa vida cultural, que es desenvolupa en la seva universitat, institucions i museus.
Es troba a la vora del río del Valle i al peu de la Sierra de Ambato i de la Sierra de Ancasti, té 399 km² i es troba a 550 msnm. Compta amb 159.139 habitants, els que, sumats als 35 916 habitants dels altres departaments de la Vall Central (Valle Viejo y Fray Mamerto Esquiú), representen al voltant del 53,29 % de la població de la província, comptant actualment amb 230 000 habitants.
San Fernando del Valle va ser fundada el 5 de juliol de 1683 per Fernando de Mendoza y Mate de Luna, després de diverses fundacions en les quals el poble havia estat batejat amb diferents noms i traslladat a diferents llocs de l'actual territori de la província de Catamarca. La ubicació de la ciutat constituïa un paratge obligat per a les comunicacions de Santiago del Estero i San Miguel de Tucumán amb La Rioja, i a més es tractava d'una zona de terra fèrtil.
És un centre turístic per excel·lència de la província, sent la seva arquitectura colonial un dels seus principals atractius, i serveix com a enllaç a molts altres punts turístics. A més, es tracta d'un important centre religiós. Un dels principals esdeveniments és la peregrinació a la Verge de la Vall (Virgen del Valle), en la qual centenars de pelegrins arriben a la ciutat per a visitar l'Església de la Verge de la Vall (1694), amb la imatge venerada de La nostra Senyora de la Vall.
A San Fernando s'hi pot arribar per via aèria, en l'Aeroport Coronel Felipe Varela, situat a 15 km al sud-est de la ciutat, amb vols regulars a Buenos Aires i La Rioja, o per via terrestre amb cotxe o en òmnibus, en la Terminal d'Òmnibus de San Fernando del Valle de Catamarca.